# Ries (Papiermaß)
Ein Ries oder Rieß ist eine aus dem arabischen Wort رزمة / rizma / ‚Bündel‘ abgeleitete Mengeneinheit bzw. Messgröße für Formatpapiere. Es bezeichnet die variable Menge von Papierbogen („Blatt“), die in Ries-Einschlagpapier verpackt werden. Diese Verpackungsart wird auch als geriest bezeichnet.

## DIN 6730
- 1 Ries A4 Papier mit 80 g/m² = 500 Bogen (netto 2,5 kg, brutto ca. 2,515 kg bei 80 g/m²)

## Historische Mengen

### Deutschland
- 1 Ries (alt) = 480 Bogen Schreibpapier
- 1 Ries = 500, 250, 125, 100 oder 50 Bogen Druckpapier (je nach Grammatur des Papiers)
- 1 Ries = 20 Buch
- 1 "Karton" = 5 Ries = 2500 Bogen (netto 12,5 kg, brutto ca. 13 kg bei 80 g/m²)
- 1 "Palette" = 40 Karton = 100000 Bogen (netto 500 kg, brutto ca. 535 kg bei 80 g/m²)

### Österreich
- 1 Neuries = 10 Neubuch = 100 Hefte = 1000 Bogen

### Portugal
- siehe Hauptartikel Mano

Resma mit 428 Bogen ist die portug. Bezeichnung für  Ries

### Russland
Das Zählmaß Ries hatte 480 Bogen Schreibpapier und 500 Bogen Druckpapier.

### USA
- 1 Ries (alt) (short ream) = 20 Lagen (quires) = 480 Bogen (Größe 8-1/2" x 11")
- 1 Ries (ream) = 500 Bogen
- 1 Ries (printer's ream, perfect ream) = 516 Bogen (21,5 quires à 24 Bogen), Reserve für Blätter, die zum Beispiel beim Verpacken, Transport und Weiterverarbeitung beschädigt werden.